# Église Saint-Laurent des Vigneaux
L'église Saint-Laurent est une église située à Les Vigneaux dans les Hautes-Alpes, en France.

## Histoire
L' église Saint-Laurent date du XVe siècle, elle possède un très beau clocher. Elle est ornée de plusieurs fresques dont une à l'extérieur représentant les vices et leurs châtiments. Belle porte en bois avec serrure à tête de chimère. Elle possède une des très rares horloges mécaniques à une aiguille, qui a été restaurée récemment. Elle est classée au titre des monuments historiques depuis 1913.